# Келліта Сміт
Келліта Сміт (нар. 15 січня 1969) — американська актриса, модель і комік. Вона найбільш відома своєю роллю Ванди Маккалоу у ситкомі FOX «Шоу Берні Мака».

## Життя і кар'єра
Народилася в Чикаго, штат Іллінойс, виросла в Окленді, штат Каліфорнія. Сміт навчалася в молодшому коледжі Санта-Роза. Здобула ступінь молодшого спеціаліста з політології.
У ранні роки Сміт працювала моделлю. 
Акторську кар'єру почала на сцені в регіональній постановці Tell It Like It Tiz. Інші театральні роботи включають постановку в Лос-Анджелесі No Place to be Somebody at the K.C. Theatre Company, Feelings (The Hudson Theatre), за яку вона отримала театральну премію NAACP за найкращу жіночу роль другого плану в 1996 році, The Thirteenth Thorn (Complex Theatre), за яку вона була номінована на премію NAACP Theatre Award за найкращу жіночу роль, і One Woman Two Lives, прем'єра якого відбулася в The Imagined Life Theatre у липні 2009 року.
На телебаченні Сміт дебютувала в епізоді «У яскравих фарбах», а пізніше зіграла гостьову роль у «Living Single», «Moesha», «3rd Rock from the Sun», «The Parkers» і «NYPD Blue». 
Вона неодноразово грала в серіалах «Мартін», «Сестра, сестра» та «Малкольм і Едді», перш ніж знятися в «Шоу Джеймі Фокса» з 1997 по 1999 рік. 
У 2001 році вона зіграла разом з Берні Маком у ситкомі «Шоу Берні Мака». Серіал транслювався на телеканалі Fox протягом п’яти сезонів з 2001 по 2006 рік. За цю роль вона чотири рази була номінована на премію NAACP Image Award.  
У фільмі Шоу зачісок Сміт знялася разом з Мо'Нік. Пізніше з'явилася у фільмах «Чесна гра», «Викуп за короля», «Ролл відскок» і «Троє можуть грати в цю гру».
У 2012 році Сміт повернулася на телебачення з роллю першої леді Кетрін Джонсон в синдикованому ситкомі «Перша сім'я». 
У 2014 році Сміт отримала роль Роберти Воррен у постапокаліптичному серіалі Syfy, Нація Z.